# Лёвенхильм, Жакетта
Густава Шарлотта «Жакетта» Аурора Юльденстольпе (швед. Gustava Charlotta «Jacquette» Aurora Gyldenstolpe; 4 июля 1797 — 7 января 1839, Стамбул), — шведская придворная дама и фрейлина. Она получила известность как любовница короля Швеции Оскара I, которой она была приблизительно в 1819—1827 годах.

## Биография
Жакетта была дочерью генерал-майора Нильса Вексиониуса, 5-го графа Юльденстольпе (1768—1844), и хозяйки известного салона Шарлотты Ауроры де Гер.
Жакетта Юльденстольпе до своего замужества была фрейлиной королевы Гедвиги Елизаветы Шарлотты Гольштейн-Готторпской. 18 сентября 1817 года она вышла замуж за генерал-лейтенанта графа Карла Густава Лёвенхильма и стала жить с ним в его поместье в Вермланде. Этот брак был бездетным. Жакетте не нравилась роль хозяйки в загородном поместье, и она скучала по жизни при дворе. Они вернулись в город, когда её супруг был назначен камергером наследного принца в 1818 году. При королевском дворе Жакетта стала одной из центральных фигур в окружении кронпринца вместе со своей матерью, Густавом Лагебьельке, Марианой Коскулль и женой голландского посла, которые развлекались маскарадами и французским любительским театром в Русерсбергском замке. Во многих частных письмах того времени Жакетта и Оскар упоминались как любовники. Они вели себя непринуждённо и интимно друг с другом, и было замечено, что Жакетта не упоминала его титул, когда беседовала с ним. Её супруг пытался отстранить её от двора, но ему помешала мать Жакетты.
В 1822 году наследный принц Оскар отправился в путешествие по Европе, чтобы найти себе невесту. Супруг Жакетты Карл Густава Лёвенхильм входил в его свиту. В то время как он продвигал кандидатуру Жозефины Лейхтенбергской, мать Жакетты поддерживала принцессу Гессен-Кассельскую как возможную невесту Оскара. Когда в итоге была избрана Жозефина, Карлу Густаву Лёвенхильму было поручено организовывать дальнейшие приготовления к бракосочетанию, и он совершил множество поездок в Баварию в 1822—1823 годах. По прибытии в Швецию Жозефины и королевы Дезире Клари в 1823 году Жакетта, подобно любовнице короля Мариане Коскулль, была назначена фрейлиной королевы. В 1824 году её муж был назначен шведским посланником в Константинополь, где он оставался в течение трёх лет.
Во время его службы в Османской империи Жакетта оставалась в Швеции. У неё родилась дочь по имени Оскара, отцовство которой приписывалось Оскару. Ребёнок был отдан на попечение приёмных родителей из бюргерского класса и получил их фамилию. В 1827 году Карл Густав Лёвенхильм вернулся в Швецию и безуспешно допрашивал её по поводу слухов о её романе с наследным принцем и о том, как финансировалось роскошное убранство её квартиры.
Жакетта развелась с Лёвенхильмом 1 сентября 1829 года из-за разности в характерах. Её второй брак с финским бароном Уно фон Троилем (1803—1839) состоялся 21 августа 1838 года. Оба супруга умерли через год после свадьбы в Османской империи, где барон фон Троил занимал дипломатическую должность. Этот брак тоже был бездетным.